# Metadubbelverhoogd zeshoekig prisma
Een metadubbelverhoogd zeshoekig prisma is in de meetkunde het johnsonlichaam J56. Deze ruimtelijke figuur kan worden geconstrueerd door twee vierkante piramides met hun grondvlakken op tweevierkante zijvlakken van een hexagonaal prisma te plaatsen, die niet tegenover of naast elkaar liggen.
Een verhoogd zeshoekig prisma J54, een paradubbelverhoogd zeshoekig prisma J55 en een drievoudig verhoogd zeshoekig prisma J57 worden ook geconstrueerd door vierkante piramides tegen de vierkante zijvlakken van een hexagonaal prisma te plaatsen, achtereenvolgens een, twee en drie vierkante piramides, maar nooit tegen twee naast elkaar liggende vierkante zijvlakken van het prisma aan.
De 92 johnsonlichamen werden in 1966 door Norman Johnson benoemd en beschreven.
- (en)  MathWorld. Metabiaugmented Hexagonal Prism.